# Alliance du centre (Australie)
Pour les articles homonymes, voir Alliance du centre.
L'Alliance du centre (en anglais : Center Alliance) est un parti politique centriste australien. Il est créé en 2013 sous le nom de Nick Xenophon Team. Il prend son appellation actuelle en 2018, après le départ de Nick Xenophon de la vie politique.

## Résultats électoraux

### Chambre des représentants
| Année | Voix    | %    | Rang | Sièges  | Gouvernement |
| ----- | ------- | ---- | ---- | ------- | ------------ |
| 2016  | 250 333 | 1,85 | 6e   | 1 / 150 | Opposition   |
| 2019  | 46 931  | 0,33 | 9e   | 1 / 151 | Opposition   |

### Sénat
| Année | Voix    | %    | Rang | Sièges | Gouvernement |
| ----- | ------- | ---- | ---- | ------ | ------------ |
| 2016  | 456 556 | 3,30 | 7e   | 3 / 76 | Opposition   |
| 2019  | 28 416  | 0,19 | 13e  | 2 / 76 | Opposition   |